# Trischistognatha palindialis
Trischistognatha palindialis là một loài bướm đêm trong họ Crambidae.